# Coleophora obliterata
Coleophora obliterata é uma espécie de mariposa do gênero Coleophora pertencente à família Coleophoridae.